# Нормативна наука
У прикладних науках нормативна наука є типом інформації, яка розроблена, представлена чи інтерпретована на основі припущеної, зазвичай невиявленої, переваги певного результату, політики чи класу політики чи результати. Звичайна або традиційна наука не передбачає переваги політики, але нормативна наука, за визначенням, передбачає. Поширеними прикладами таких політичних переваг є аргументи про те, що незаймані екосистеми є кращими, ніж змінені людиною, що місцеві види є кращими, ніж нерідні види, і що вищий біорізноманіття є кращим, ніж менший біорізноманіття.
У більш загальних філософських термінах нормативна наука є формою дослідження, яка зазвичай включає спільноту дослідників і накопичену ними сукупність попередніх знань, яка прагне знайти хороші способи досягнення визнаних цілей або вирішення завдань. Багато політичних дебатів обертаються навколо суперечок про те, який із багатьох «хороших шляхів» слід вибрати. Наприклад, представлені як наукова інформація, такі слова, як здоров'я екосистеми, біологічна цілісність і деградація навколишнього середовища, як правило, є прикладами нормативної науки, оскільки кожне з них передбачає переваги політики, а отже, є типом адвокації політики.